# Basseux
Basseux est une commune française rurale située dans le département du Pas-de-Calais en région Hauts-de-France. Les habitants sont appelés les Basseusiens. Située à 12 km de la commune d'Arras, elle est membre de la communauté urbaine d'Arras.
Elle est traversée par la rivière du Crinchon et est située sur une ancienne voie romaine reliant Arras à Amiens.

## Géographie

### Localisation
Localisée dans le sud-est du département du Pas-de-Calais, Basseux est une commune rurale de l'Artois traversée par la rivière le Crinchon et située, à vol d'oiseau, à 10 km au sud-est d'Avesnes-le-Comte, à 11 km au sud-ouest d'Arras (chef-lieu d'arrondissement et préfecture du Pas-de-Calais) et à 54 km au sud-ouest de Lille.
Le territoire de la commune est limitrophe de ceux de quatre communes.
Les communes limitrophes sont Beaumetz-lès-Loges, Monchiet, Rivière et Bailleulval.

### Géologie et relief

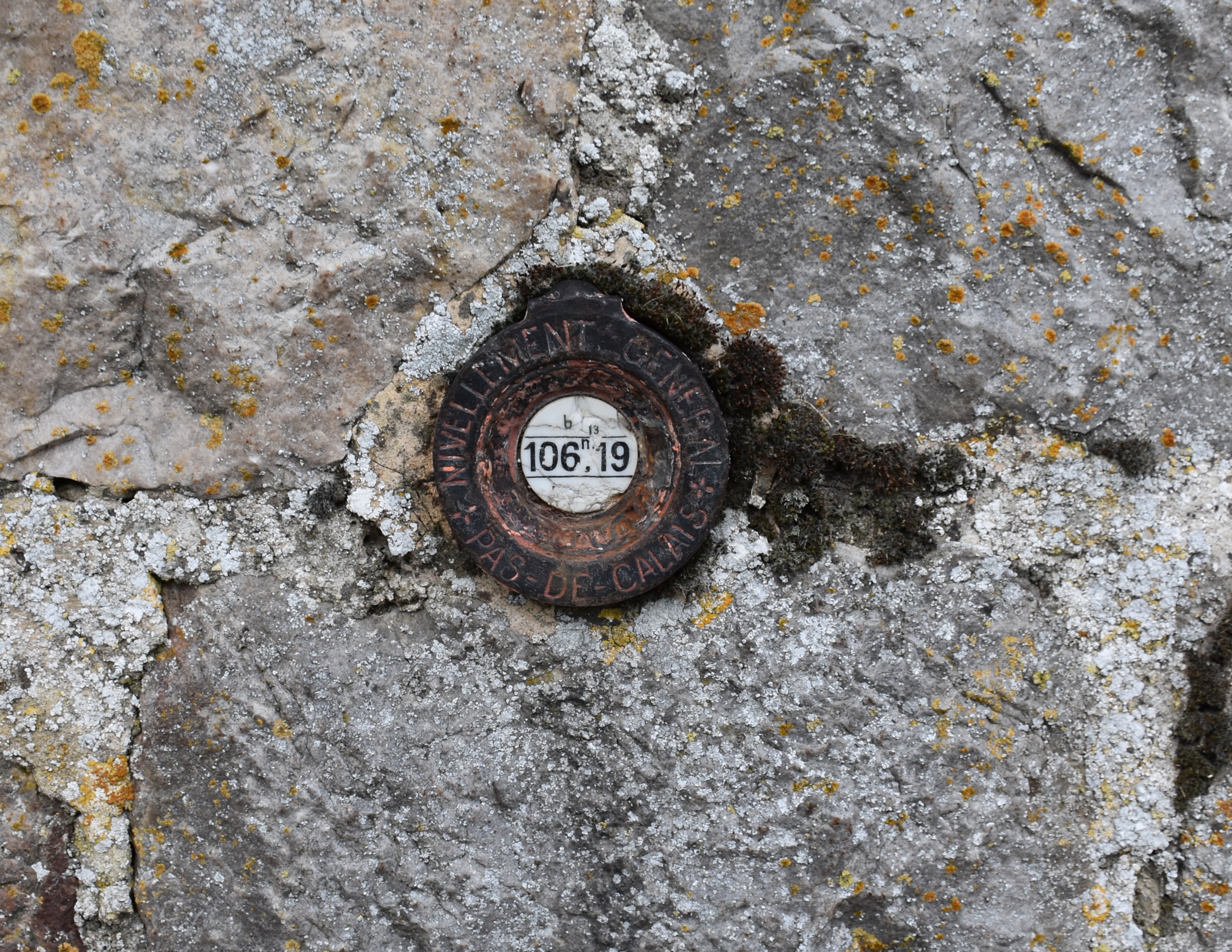
Borne de nivellement sur l'église- Altitude 106,19 m.

La superficie de la commune est de 3,35 km2 ; son altitude varie de 92  à   143 mètres.
Son sol est composé de silex, d'argile et de craie. La craie est un type de roche sédimentaire calcaire blanche notamment exploitée pour la construction de bâtiments, l'argile pour la fabrication de briques et la décoration des façades, au XXe siècle,.

### Hydrographie
Le territoire de la commune est situé dans le bassin Artois-Picardie.
La commune est traversée par le Crinchon, un affluent en rive-droite de la Scarpe, qui prend sa source à Bailleulmont et se jette dans la rivière Scarpe au niveau de la commune de Saint-Nicolas, et par le fossé de berles, d'une longueur de 2,01 km.

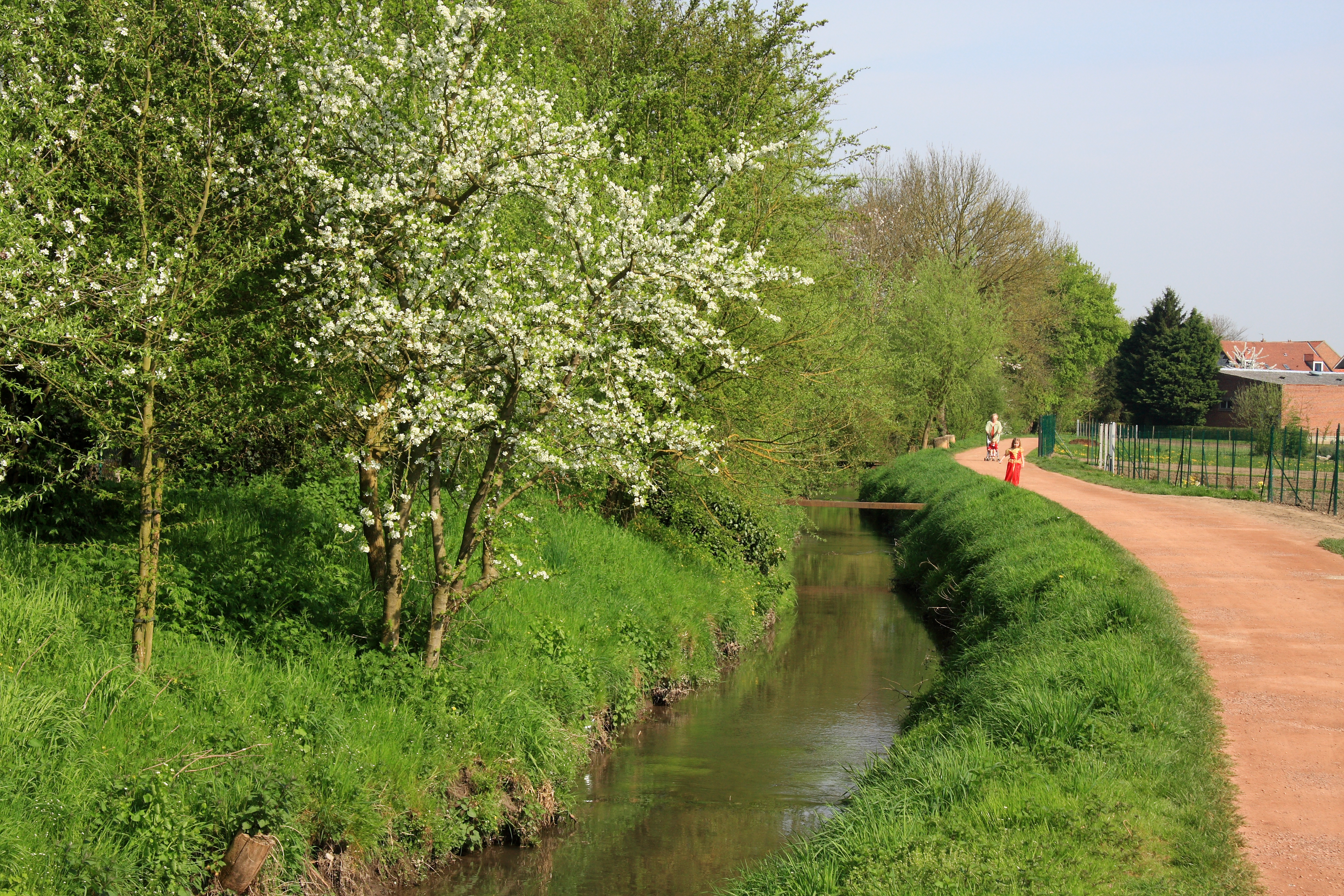
Le Crinchon.
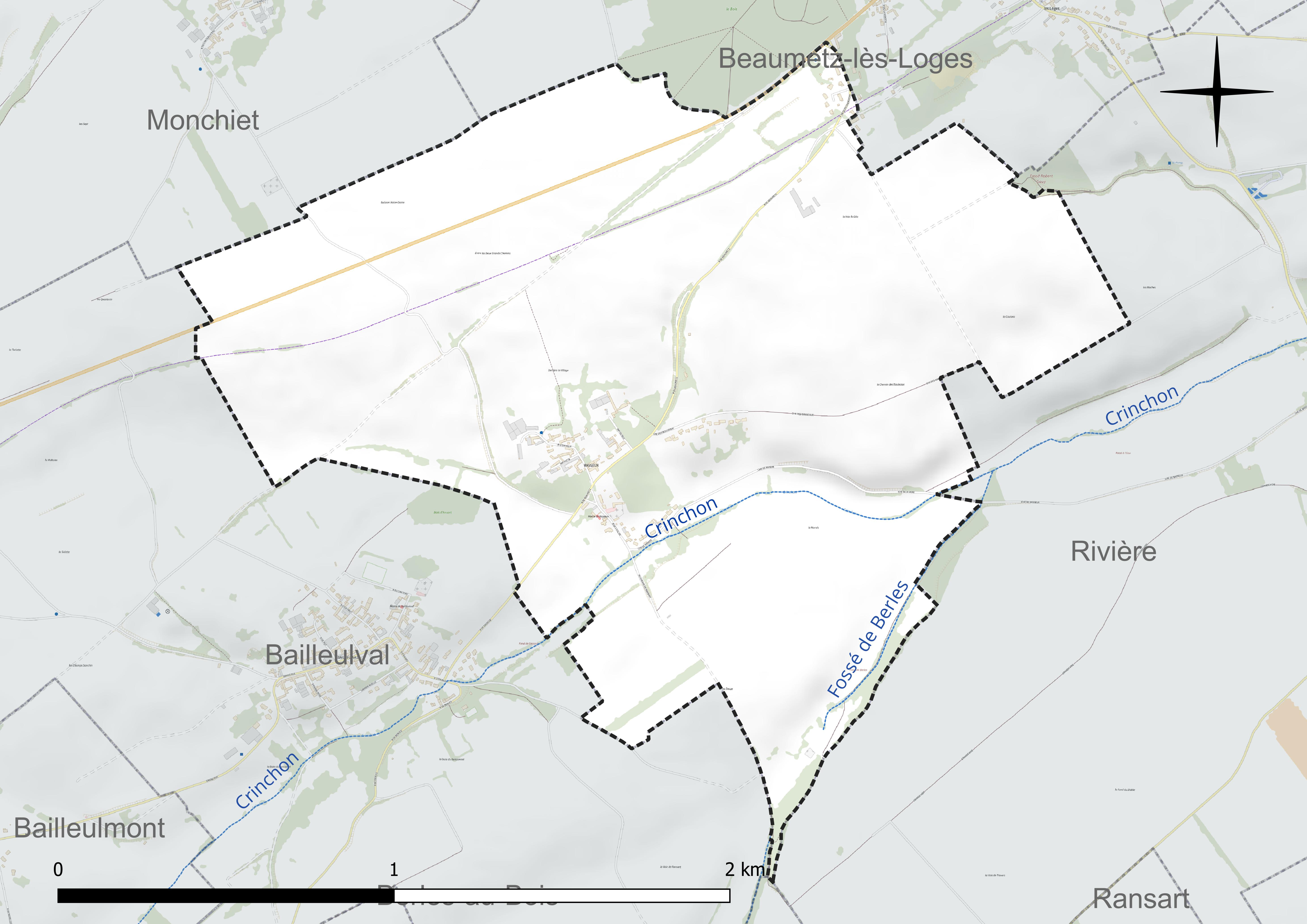
Réseau hydrographique de Basseux[Note 1].

### Climat
Pour des articles plus généraux, voir Climat des Hauts-de-France et Climat du Pas-de-Calais.
En 2010, le climat de la commune est de type climat océanique dégradé des plaines du Centre et du Nord, selon une étude du CNRS s'appuyant sur une série de données couvrant la période 1971-2000. En 2020, Météo-France publie une typologie des climats de la France métropolitaine dans laquelle la commune est exposée à un climat océanique et est dans la région climatique Nord-est du bassin Parisien, caractérisée par un ensoleillement médiocre, une pluviométrie moyenne régulièrement répartie au cours de l’année et un hiver froid (3 °C).
Pour la période 1971-2000, la température annuelle moyenne est de 10 °C, avec une amplitude thermique annuelle de 14,5 °C. Le cumul annuel moyen de précipitations est de 794 mm, avec 12,1 jours de précipitations en janvier et 9,1 jours en juillet. Pour la période 1991-2020, la température moyenne annuelle observée sur la station météorologique la plus proche, située sur la commune de Saulty à 8 km à vol d'oiseau, est de 10,4 °C et le cumul annuel moyen de précipitations est de 899,7 mm,. Pour l'avenir, les paramètres climatiques de la commune estimés pour 2050 selon différents scénarios d'émission de gaz à effet de serre sont consultables sur un site dédié publié par Météo-France en novembre 2022.

### Paysages
Pour un article plus général, voir Paysage en France.
La commune s'inscrit dans les « paysages des grandes plaines arrageoises et cambrésiennes » tels qu'ils sont définis dans l'atlas de paysages de la région Nord-Pas-de-Calais, conçu par la direction régionale de l'Environnement, de l'Aménagement et du Logement (DREAL),.
Ces « paysages des grandes plaines arrageoises et cambrésiennes », qui concernent 238 communes, sont constitués de 80,36 % de cultures, de 8,01 % d'espaces artificialisés avec les communes principales de Cambrai, Caudry, Bapaume et Avesnes-le-Comte, de 7,25 % de prairies naturelles, permanentes, de 3,19 % de forêts et de milieux semi-naturels, 0,77 % de friches industrielles, de 0,38 % de cours d'eau et plan d'eau et de 0,04 % d’espaces industriels. Ces paysages sont dominés par les « grandes cultures » de céréales et de betteraves industrielles qui représentent 70 % de la surface agricole utilisée (SAU).

## Urbanisme

### Typologie
Au 1er janvier 2024, Basseux est catégorisée commune rurale à habitat dispersé, selon la nouvelle grille communale de densité à sept niveaux définie par l'Insee en 2022.
Elle est située hors unité urbaine. Par ailleurs, la commune fait partie de l'aire d'attraction d'Arras, dont elle est une commune de la couronne,. Cette aire, qui regroupe 163 communes, est catégorisée dans les aires de 50 000 à moins de 200 000 habitants,.

### Occupation des sols
La base de données d’occupation biophysique des sols CLC montre 100 % de territoires agricoles en 1990 et 2018 : 
terres arables (78,7 %), zones agricoles hétérogènes (20,2 %), prairies (1,1 %), forêts (0,1 %).

### Voies de communication et transports
Le nord de son territoire est traversé par la route nationale 25 (RN 25) qui relie Arras et Amiens via Doullens et est desservi par la RD1.
Le village est desservi depuis 2019 par une navette d'autocar, accessible aux personnes handicapées, la ligne 17 du réseau de bus Artis dont la communauté urbaine d'Arras est l'autorité organisatrice.
L'ancienne ligne ferroviaire de Doullens à Arras a été transformée en 2011 en une véloroute dénommée La voie verte.

### Risques naturels et technologiques
Le risque sismique est faible sur l'ensemble du territoire communal comme dans la majorité du Pas-de-Calais (niveau 2 sur 5 du zonage sismique).
Selon le rapport de la Direction Régionale de l'Environnement, de l'Aménagement et du Logement, il y a six cavités souterraines identifiées sur le territoire de la commune.

## Toponymie
Basseux se nommait Batsala en 674 et en 680, Batsalis vers 1040, Batseus vers 1154 (cart. du chap. d’Arr., n° 23) et au XIIIe siècle.

Précédemment nommé « Basseux-les-Loges », le nom « Basseux », fut attribué au village, le 12 avril 1868, par décret, en même temps que la cession du « hameau des Loges » à la ville de Beaumetz.

## Histoire
De nombreux peuples germaniques comme les Lètes et les Bataves ont colonisé le Pas-de-Calais entre le Ve siècle et la fin du IXe siècle. Ils ont investi les alentours de Lens, dont des villages comme Basseux.
En 674, Basseux, sous le nom de Batsala, fut donné avec plusieurs autres terres, telle que Boyelles, au chapitre de la cathédrale d'Arras par l'évêque saint Vindicien, sous Thierry III. La commune possédait un bois de 55 hectares inspecté par l'un des chanoines du chapitre, nommé par ses collègues, portant le titre de Ad superintendam nemorum de Basseux. Il était le seul dont la juridiction comprenait Basseux en supplément,.
En 1711, pendant la guerre de Succession d'Espagne, les troupes du marquis de Hautefort, lieutenant général des armées de Louis XIV, cantonné à Rivière, fourragèrent la commune[pourquoi ?].
En 1788-1789, le presbytère est reconstruit. Charles-Joseph Hoilain, curé de Basseux depuis 1786 auparavant vicaire et prédicateur, est également élu procureur de la commune et représente Basseux auprès des autorités[source insuffisante]. Le maire est Antoine Pierre Joseph de Cardevac de Gouy également chanoine de l'église cathédrale d'Arras.
Une inscription à gauche du portail de l'église témoigne qu'en 1834 la moitié du village disparait dans un incendie : « Le 8 avril 1834, 17 maisons de ce village ont été incendiées. Elles ont toutes été reconstruites dans la même année par les bienfaits du roi Louis-Philippe Ier, les secours du gouvernement, ceux du département et les dons nombreux de personnes généreuses. Cette pierre a été placée comme un monument de reconnaissance des habitants de Basseux pour leurs bienfaiteurs. »
Le 1er janvier 1871, lors de la guerre franco-allemande de 1870, une escarmouche a lieu entre les dragons français et les uhlans prussiens.
Le 28 septembre 1914, au début de la Première Guerre mondiale, le 15e régiment de dragon est envoyé en cantonnement d'alerte[C'est-à-dire ?] à Basseux. Les soldats effectuent plusieurs missions dans les environs, et sont entre autres déployés à Arras, Rivière et Bailleuval, puis reviennent à Basseux le 5 octobre 1914 après avoir déploré un mort et un blessé la veille en effectuant l'ordre de venir en soutien à la 70e division d'infanterie de réserve à Roclaincourt.
En octobre 1915, pendant la bataille d'Artois d'automne, l'État-major de la 175e brigade territoriale installé au château de Basseux a utilisé les souterrains débutant à l'église comme souterrains-refuges.
La commune est décorée de la croix de guerre 1914-1918 par décret du 11 décembre 1930, distinction également attribuée à 276 autres communes du Pas-de-Calais.

Basseux pendant la Première Guerre mondiale
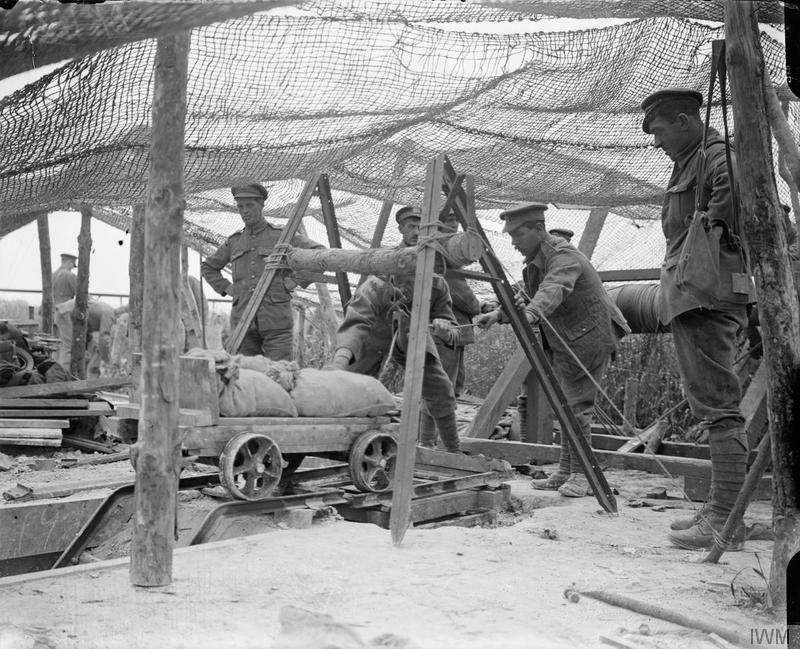
Camouflage sur le Front Est à Basseux, 1914-1918.
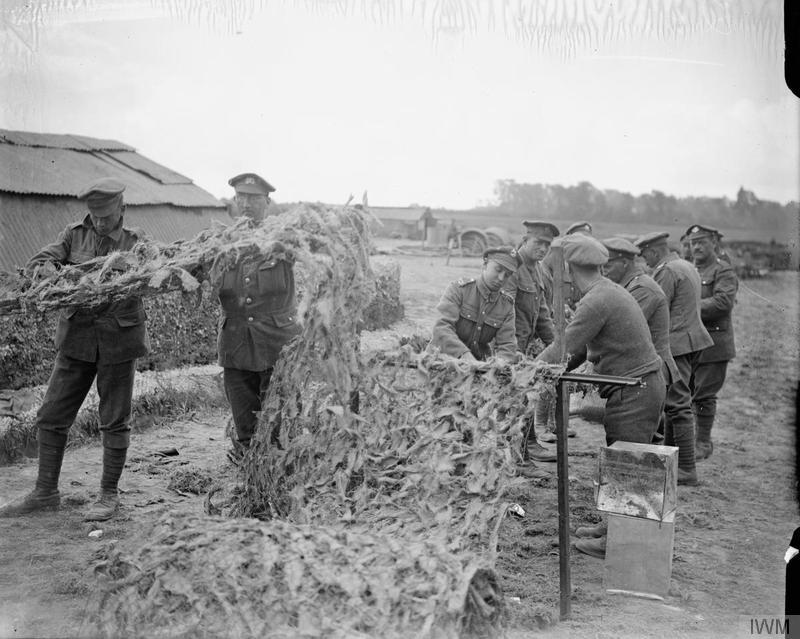
Camouflage sur le Front Est à Basseux, 1914-1918.

## Politique et administration

### Découpage territorial
La commune se trouve dans l'arrondissement d'Arras du département du Pas-de-Calais.

#### Commune et intercommunalités
Basseux était membre de la communauté de communes des vertes vallées, un établissement public de coopération intercommunale (EPCI) à fiscalité propre créé fin 2001 et auquel la commune avait transféré un certain nombre de ses compétences, dans les conditions déterminées par le code général des collectivités territoriales.
Après une première fusion d'intercommunalité opérée le 1er janvier 2013 qui a constitué la communauté de communes La Porte des Vallées, et dans le cadre des dispositions de la loi portant nouvelle organisation territoriale de la République du 7 août 2015, qui prévoit que les établissements publics de coopération intercommunale (EPCI) à fiscalité propre doivent avoir un minimum de 15 000 habitants, cette dernière a été dissoute, et certaines de ses communes, dont Basseux, ont rejoint le 1er janvier 2017 la communauté urbaine d'Arras. Cette communauté urbaine regroupe 46 communes et totalise 109 776 habitants en 2021.

#### Circonscriptions administratives
La commune faisait partie depuis 1793 du canton de Beaumetz-lès-Loges. Dans le cadre du redécoupage cantonal de 2014 en France, cette circonscription administrative territoriale a disparu, et le canton n'est plus qu'une circonscription électorale.
Pour les élections départementales, la commune fait partie depuis 2014 du canton d'Avesnes-le-Comte.

#### Circonscriptions électorales
Pour l'élection des députés, la commune fait partie de la première circonscription du Pas-de-Calais.

### Élections municipales et communautaires

#### Administration municipale
Le nombre d'habitants au dernier recensement étant compris entre 100 et 499, le nombre de membres du conseil municipal est de 11 conseillers.

#### Liste des maires
| Période                                  | Période                       | Identité        | Étiquette | Qualité                                        |
| ---------------------------------------- | ----------------------------- | --------------- | --------- | ---------------------------------------------- |
| Les données manquantes sont à compléter. |                               |                 |           |                                                |
| 1999                                     | En cours (au 2 décembre 2020) | Roger Karpinski |           | Ancien employé Réélu pour le mandat 2020-2026, |

### Tendances politiques et résultats
Depuis 1999, les électeurs votent, au niveau municipal, pour la liste unique indépendante de Roger Karpinski. Pour toutes les autres élections, la tendance majoritaire du village est à droite,,,,.

#### Élection présidentielle de 2012
À l’élection présidentielle française de 2012, le premier tour, avec 108 voix exprimées (85,71 %), a vu arriver en tête Nicolas Sarkozy avec 38 voix (35.19 % des votants) suivi de François Hollande avec 26 voix (24.07 % des votants), Marine Le Pen avec 18 voix (16.67 % des votants) et Jean-Luc Mélenchon avec 10 voix (9.26 % des votants). Le second tour, avec 113 voix exprimées (89,68 %), a vu arriver en tête Nicolas Sarkozy avec 75 voix (66.37% des votants) suivi de François Hollande avec 38 voix (33.63 des votants).

#### Élection présidentielle de 2017
À l'élection présidentielle de 2017, le premier tour, avec 112 voix exprimées (87,50 %), a vu arriver en tête François Fillon avec 31 voix (27.68% des votants) suivi de Emmanuel Macron avec 30 voix (26.79 % des votants), Jean-Luc Mélenchon avec 21 voix (18.75 % des votants) et Marine Le Pen avec 13 voix (11.61 % des votants). Le second tour, avec 102 voix exprimées (79,69 %), a vu arriver en tête Emmanuel Macron avec 68 voix (66.67 % des votants) suivi de Marine Le Pen avec 34 voix (33.33 % des votants).

#### Élection présidentielle de 2022
À l'élection présidentielle de 2022, le premier tour, avec 91 voix exprimées (77.78 %), a vu arriver en tête Emmanuel Macron avec 39 voix (42,86 % des votants) suivi de Marine Le Pen avec 17 voix (18,68% des votants), Jean-Luc Mélenchon avec 12 voix (13,19 % des votants). Le second tour, avec 86 voix exprimées (73.5 %), a vu arriver en tête Emmanuel Macron avec 57 voix (66,28 % des votants) suivi de Marine Le Pen avec 29 voix (33,72 % des votants).

### Finances communales
Dotation globale de fonctionnement en 2019 : 15 669 € selon le ministère de la Cohésion des territoires et des Relations avec les collectivités territoriales.

## Équipements et services publics

### Justice, sécurité, secours et défense
La commune dépend du tribunal judiciaire de Saint-Omer, du conseil de prud'hommes de Saint-Omer, de la cour d'appel de Douai, du tribunal de commerce de Boulogne-sur-Mer, du tribunal administratif de Lille, de la cour administrative d'appel de Douai, du tribunal judiciaire de Boulogne-sur-Mer et du tribunal pour enfants de Saint-Omer.

## Population et société

### Démographie
Les habitants sont appelés les Basseusiens.

#### Évolution démographique
L'évolution du nombre d'habitants est connue à travers les recensements de la population effectués dans la commune depuis 1793. Pour les communes de moins de 10 000 habitants, une enquête de recensement portant sur toute la population est réalisée tous les cinq ans, les populations de référence des années intermédiaires étant quant à elles estimées par interpolation ou extrapolation. Pour la commune, le premier recensement exhaustif entrant dans le cadre du nouveau dispositif a été réalisé en 2007.

En 2022, la commune comptait 131 habitants, en évolution de −3,68 % par rapport à 2016 (Pas-de-Calais : −0,72 %, France hors Mayotte : +2,11 %).
| 1793 | 1800 | 1806 | 1821 | 1831 | 1836 | 1841 | 1846 | 1851 |
| ---- | ---- | ---- | ---- | ---- | ---- | ---- | ---- | ---- |
| 227  | 229  | 256  | 205  | 229  | 232  | 242  | 267  | 264  |

| 1856 | 1861 | 1866 | 1872 | 1876 | 1881 | 1886 | 1891 | 1896 |
| ---- | ---- | ---- | ---- | ---- | ---- | ---- | ---- | ---- |
| 252  | 186  | 197  | 194  | 178  | 199  | 165  | 141  | 124  |

| 1901 | 1906 | 1911 | 1921 | 1926 | 1931 | 1936 | 1946 | 1954 |
| ---- | ---- | ---- | ---- | ---- | ---- | ---- | ---- | ---- |
| 125  | 127  | 154  | 140  | 128  | 127  | 105  | 89   | 107  |

| 1962 | 1968 | 1975 | 1982 | 1990 | 1999 | 2006 | 2007 | 2012 |
| ---- | ---- | ---- | ---- | ---- | ---- | ---- | ---- | ---- |
| 107  | 112  | 126  | 129  | 158  | 149  | 146  | 145  | 137  |

| 2017 | 2022 | - | - | - | - | - | - | - |
| ---- | ---- | - | - | - | - | - | - | - |
| 137  | 131  | - | - | - | - | - | - | - |

#### Pyramide des âges
En 2018, le taux de personnes d'un âge inférieur à 30 ans s'élève à 24,8 %, soit en dessous de la moyenne départementale (36,7 %). À l'inverse, le taux de personnes d'âge supérieur à 60 ans est de 34,3 % la même année, alors qu'il est de 24,9 % au niveau départemental.
En 2018, la commune comptait 71 hommes pour 65 femmes, soit un taux de 52,21 % d'hommes, largement supérieur au taux départemental (48,5 %).
Les pyramides des âges de la commune et du département s'établissent comme suit.
| Hommes | Classe d’âge | Femmes |
| ------ | ------------ | ------ |
| 0,0    | 90 ou +      | 0,0    |
| 6,9    | 75-89 ans    | 13,8   |
| 23,6   | 60-74 ans    | 24,6   |
| 25,0   | 45-59 ans    | 27,7   |
| 13,9   | 30-44 ans    | 15,4   |
| 15,3   | 15-29 ans    | 7,7    |
| 15,3   | 0-14 ans     | 10,8   |

| Hommes | Classe d’âge | Femmes |
| ------ | ------------ | ------ |
| 0,5    | 90 ou +      | 1,6    |
| 5,6    | 75-89 ans    | 8,9    |
| 16,7   | 60-74 ans    | 18,1   |
| 20,2   | 45-59 ans    | 19,2   |
| 18,9   | 30-44 ans    | 18,1   |
| 18,2   | 15-29 ans    | 16,2   |
| 19,9   | 0-14 ans     | 17,9   |

### Sports et loisirs

#### Pistes cyclables
La véloroute « La Voie verte », d'une longueur de 17 kilomètres, construite en 2011 sur une partie de l'ancienne ligne de Doullens à Arras, relie les communes de Dainville et Saulty en passant par Wailly, Beaumetz-lès-Loges, Basseux, Bailleulval, Bailleulmont, Bavincourt, La Herlière.

## Culture locale et patrimoine

### Lieux et monuments

#### Église Notre-Dame de Basseux
Datant de 1540, l'église Notre-Dame de Basseux est classée à l'inventaire des monuments historiques depuis 1926. Elle abrite une statue en chêne de la Vierge de Basseux dite « Notre-Dame Marchette » datant du XVIIIe siècle dont la commune est propriétaire. Selon le site du Diocèse d'Arras, l'église est référencée comme "clocher" et n'organise plus de cérémonie religieuse.
La cloche porte une inscription : « J'ai été bénie en 1790, nommée Marie-Antoinette par messire Antoine-Pierre-Joseph de Cardevac de Gouy, seigneur de Bailleul, Lisquen, Péronne, chanoine de l'église cathédrale d'Arras, maire de ce lieu, et par très noble dame Marie-Robertine-Françoise de Villers au Tertre, abbesse du noble chapitre et abbaye d'Avesnes-lez-Arras. Nous appartenons, moi et mes deux sœurs à l'église de Basseux-les-Loges. »
Deux cloches furent fondues pour en faire des canons en 1793, la première se nommait Louise et pesait 1 500 livres, la seconde avait pour parrain François Lamoral de Buissy, chanoine de l'église cathédrale d'Arras et pesait 1 000 livres[source insuffisante].

Il existe l'accès à une cave à l'intérieur de l'église menant à une suite de ramification de galeries souterraines s'étendant jusqu'à la route du village de Monchiet. La galerie de l'église est un boyau de moins d'un mètre de large, voûté en berceau datant probablement du XIIe siècle. Complément séparée des bâtiments actuels, la cave correspond à l'emplacement de bâtiments plus anciens aujourd'hui détruits. Elle est située sous une pelouse à 70 mètres au Sud du château et à environ 40 mètres Sud-ouest d'une petite grange. Il s'agit d'un vaissant roman, voûté en berceau, construit en pierres de taille de craie. Elle mesure 6,25 mètres de long, 3,30 mètres de large et 2,80 mères de hauteur dans l'axe de la voûte.

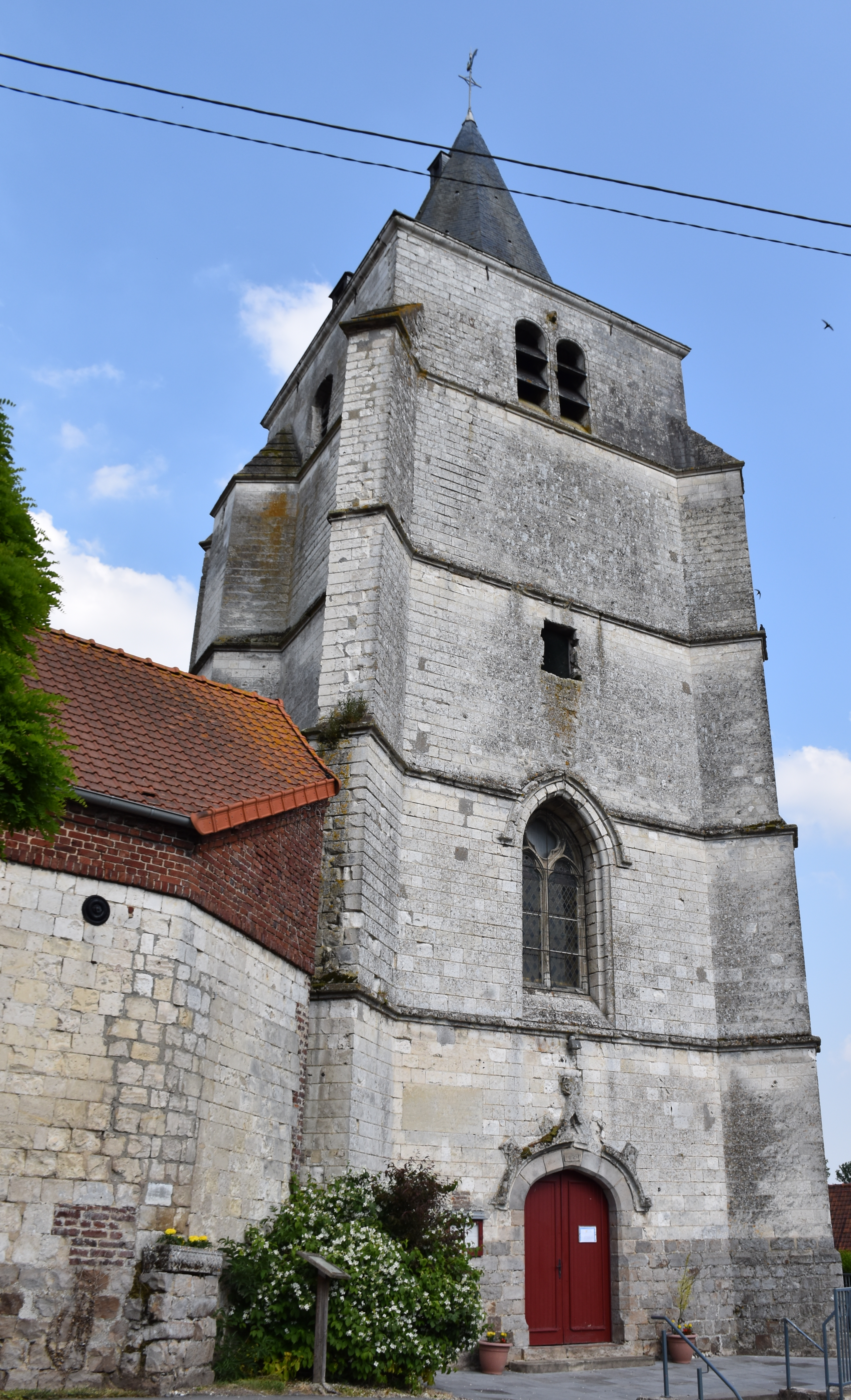
Vue du clocher.
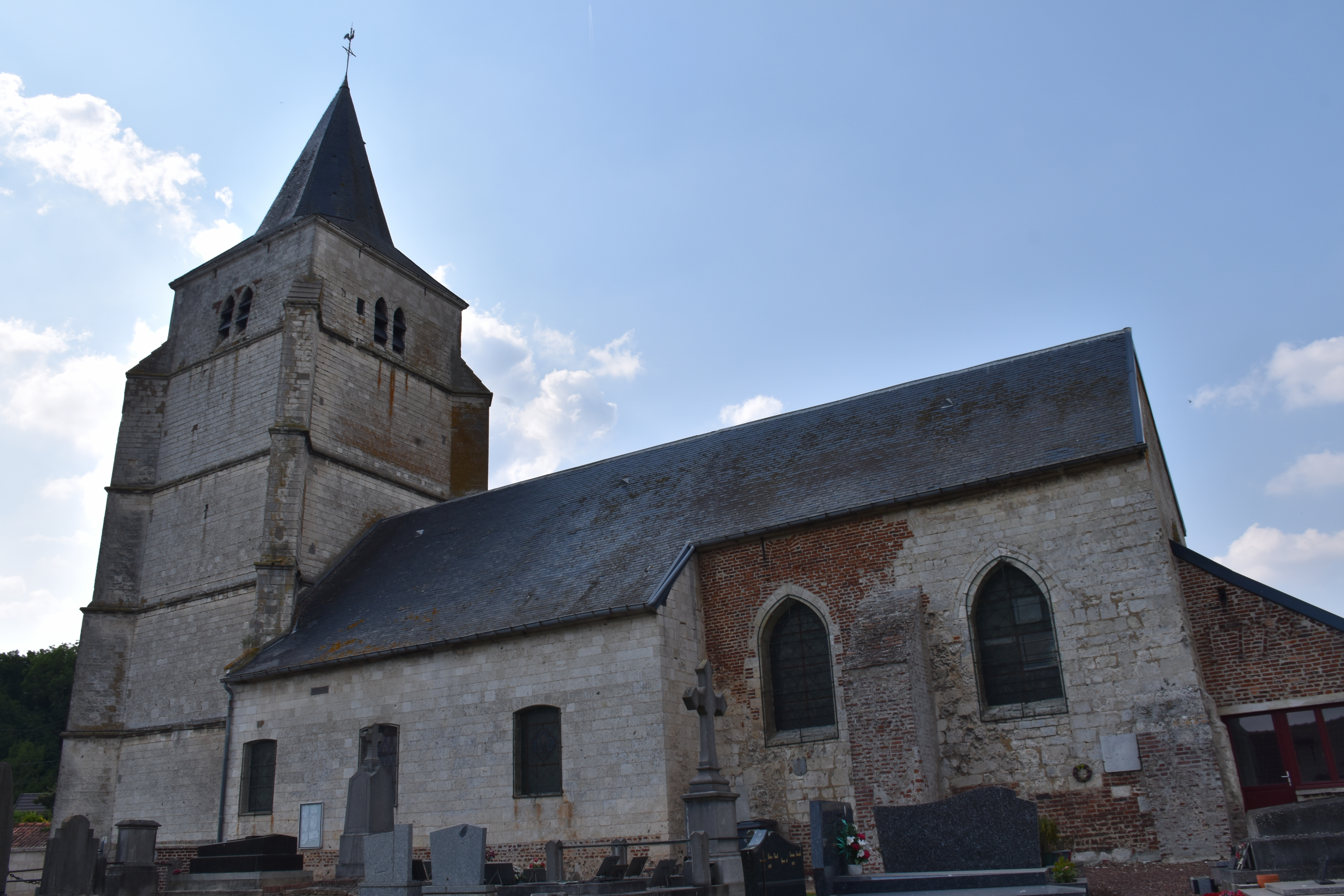
Vue latérale de l'église.
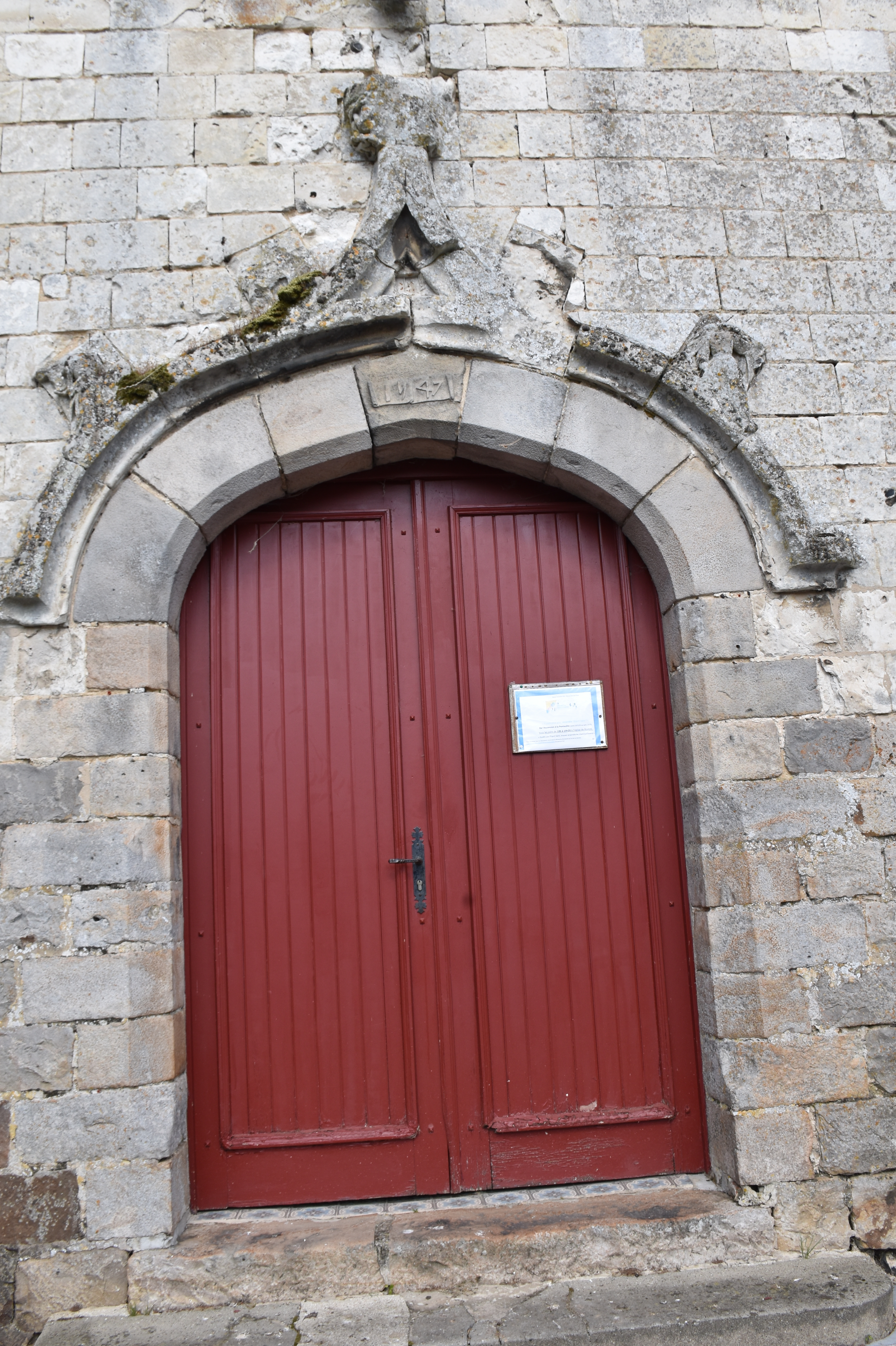
Le portail.
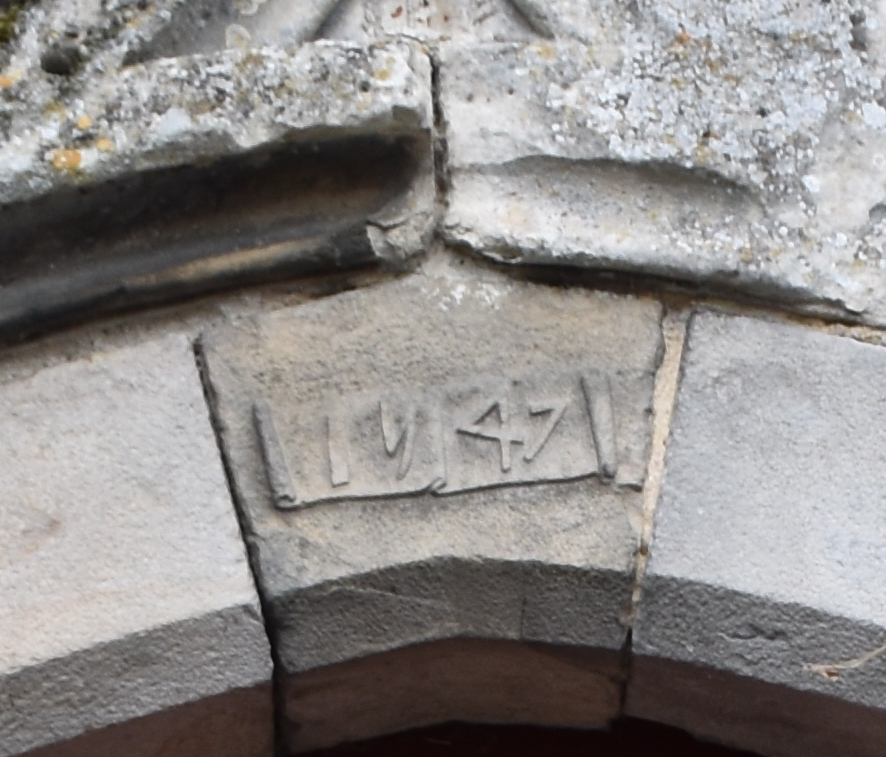
La clé de voûte du portail portant la date de 1547.

#### Autres lieux et monuments

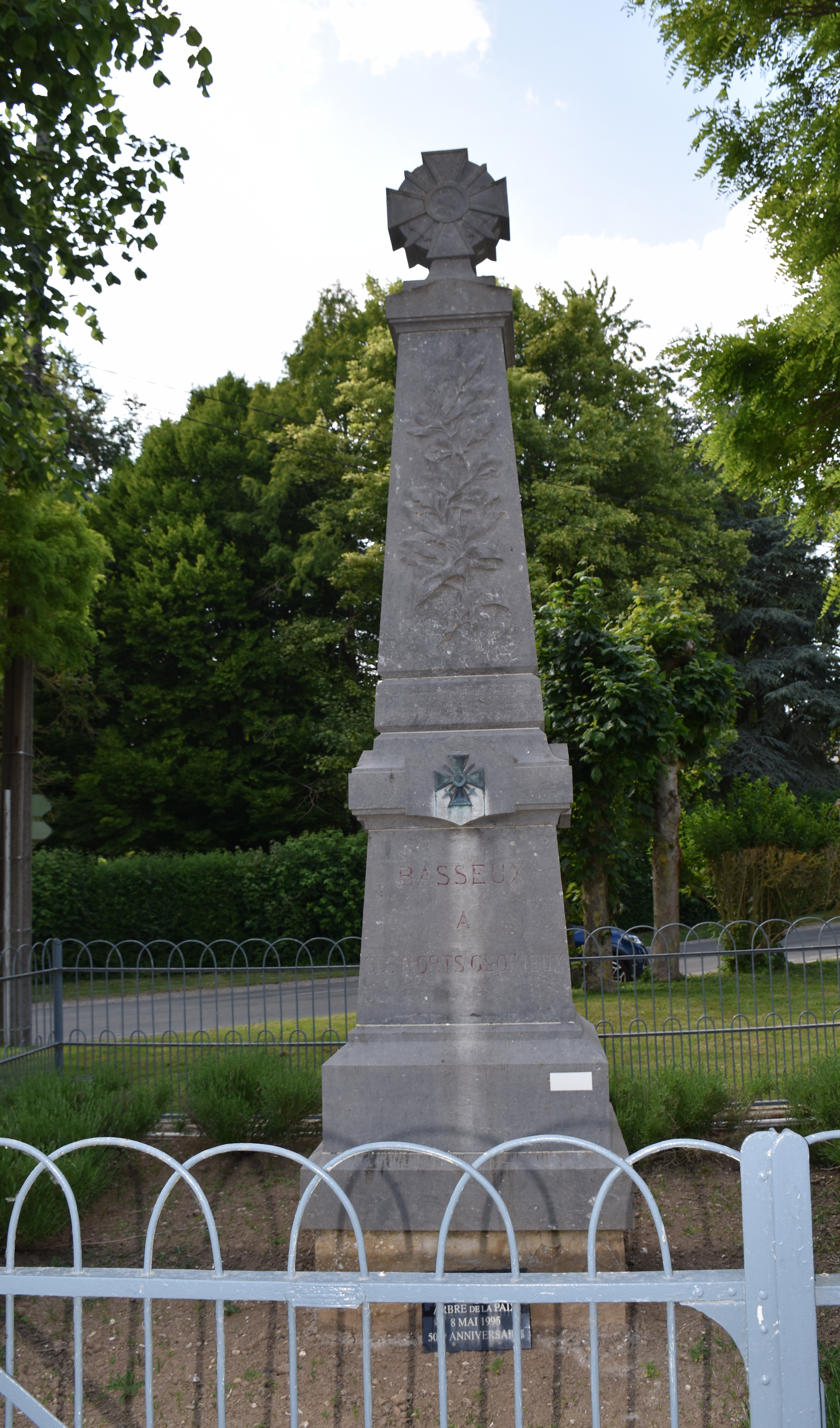
Le monument aux morts.

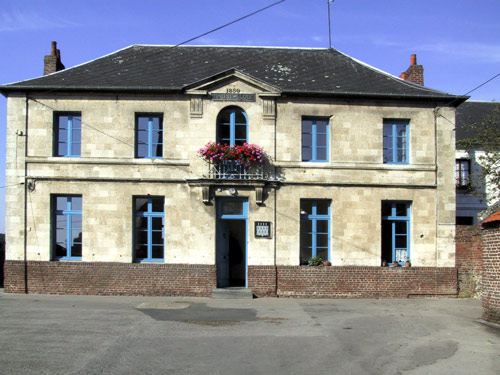
Mairie de Basseux

- L'ancienne voie romaine : Le territoire de la commune est situé sur une ancienne voie romaine qui reliait Arras à Amiens[56].
- La mairie datant de 1850[réf. nécessaire].
- Le château construit, en 1791, par le chanoine Antoine Pierre Joseph de Cardevac de Gouy[source insuffisante] est situé à l'entrée du village.
- La maison située 2, rue d'en-Haut, se signale au cadastre de 1724 par un grand jardin à la française et un puits au bord de la route de Monchiet, proche de la salle souterraine encore accessible dans la propriété[source insuffisante].
- Le monument aux morts[57] inauguré le 26 août 1923, constitué d'une colonne surmontée d’une croix de guerre[58],[59]. et construit en marbre de Belgique[60],[61]. Ce monument porte l'inscription « Basseux à ses Morts Glorieux »[62] et commémore les conflits de la Première et la Seconde Guerres mondiales[59]. Il a été acheté pour un prix de 4 049 francs[63] au marbrier arrageois Octave Bouchez[59],[60],[64], connu pour avoir installé de nombreux monuments aux morts dans la région d'Arras, avoir occupé plusieurs fonctions syndicales et administratives importantes et avoir reçu plusieurs décorations pour services désintéressés rendus à la communauté (médaille d’argent de la Mutualité, médaille de bronze d’Hygiène et de Prévoyance sociale).
- Le cimetière britannique de De Cusine Ravine[65]. Le nom du cimetière vient d'un affluent du Crinchon proche du village appelé le Fossé de Berles courant sur 2 km sur les communes de Bailleulval, Rivière, et Basseux formant une sorte de ravin[66] connu à l'époque de la Première Guerre mondiale par les troupes françaises sous le nom de Ravin des Cuisines car une cuisine de campagne y était installée. Le cimetière anglais se trouve de l'autre côté du « ravin » et porte une forme modifiée du nom donné par l'armée Française (De Cusine ravine – British cemetery). Le cimetière, d'une superficie de 615 m2[67],[68], contient les tombes de 68 soldats morts pendant la Première Guerre mondiale[68], dont 65 soldats anglais et 3 soldats allemands. Il a été construit par le 13e bataillon des King's Royal Rifles en février 1916 et utilisé par les unités sur le front jusqu'en mars 1917. Un cimetière militaire français à proximité également nommé du ravin a été supprimé.

### Traditions et folklore
Jusqu'au XXe siècle, un pèlerinage annuel en l'honneur de « Notre-Dame Marchette » avait lieu le 25 mars.

### Héraldique
| Blason de Basseux | Blason  | D'hermine au chef de sable chargé de quatre billettes d'argent. |
| Blason de Basseux | Détails | Le blason est constitué par les armes de Antoine Pierre Joseph de Cardevac de Gouy (d'hermine au chef de sable) et de Robertine-Françoise de Villers-au-Tertre (billettes d'argent). Le statut officiel du blason reste à déterminer. |

## Pour approfondir